# Labastide-Dénat
Labastide-Dénat korábbi község Franciaország Okcitánia régiójában, Tarn megyében. Lakosainak száma 419 fő (2018. január 1.). Labastide-Dénat Dénat, Fréjairolles, Lamillarié és Puygouzon községekkel határos.
2016. január 1-jén a korábbi Puygouzon községgel egyesült és az így létrejött (azonos nevű) Puygouzon új község része lett.

## Népesség
A település népességének változása:
| Lakosok száma | 380  | 413  | 446  | 419  |
|               | 2013 | 2015 | 2017 | 2018 |